# Natalie Brunner
Natalie Brunner (* 1976 in Klagenfurt) ist eine österreichische Radiomoderatorin bei FM4.

## Leben
Brunner arbeitete nach einer Ausbildung zur Restauratorin 1996 für den ORF. In den 1990er Jahren arbeitete sie beim Wiener Stadtsender TIV und betreute über drei Jahre den Partyservice der Stadtzeitung Falter. 1997 war sie in Mirjam Ungers Kurzfilm Speak Easy zu sehen. Unter dem Pseudonym Luna Luce gestaltete sie auf FM4 mit David Pfister die Sendung Luna Park. Ein Philosophiestudium an der Universität Wien schloss sie 2002 mit der Diplomarbeit Foucault und HipHop: Auswirkungen der Disziplinarmacht auf minoritäre Subkulturen ab.
Die von Natalie Brunner, Mahdi Rahimi, Stefan Trischler und Ole Weinreich gestaltete und auf FM4 ausgestrahlte Sendung HipHop-Lesekreis wurde als Beste Kurzsendung mit dem österreichischen Radiopreis für Erwachsenenbildung für das Jahr 2015 ausgezeichnet.
Obwohl im Radio als DJ tätig und Moderatorin der Clubsendung La Boum de Luxe, gilt Brunner als „öffentlichkeitsscheu“.  Für das internationale Kunstmagazin Flash Art porträtierte sie 2017 den Wiener Club Bliss, aus dem Hyperreality, das Clubfestival der Wiener Festwochen, herausgewachsen ist. Für die Webseite des Radiosenders FM4 schreibt sie über Hip-Hop und elektronische Musik. Im September 2018 erschien im Verlag Text/Rahmen ihr mit dem Hip-Hop-Lesekreis verfasstes Buch FM4 Hip-Hop-Lesekreis: Zwischen den Zeilen – Jargon des Sprachgesangs.